# ساب 96

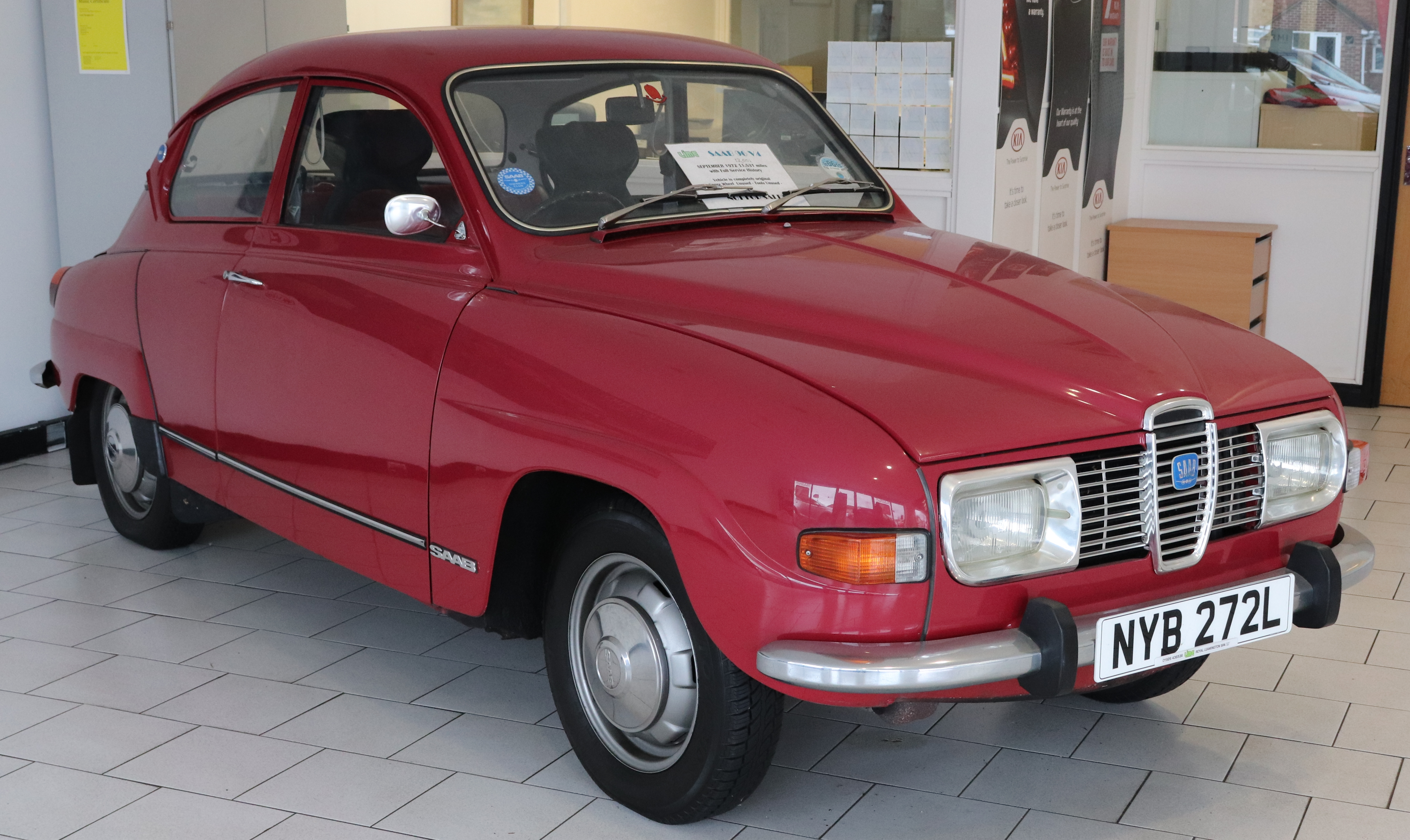
ساب 96 V4 من طراز 1972

ساب 96 هي سيارة تم تصنيعها وتسويقها بواسطة ساب للسيارات من عام 1960 إلى يناير 1980، لتحل محل ساب 93. تتميز ساب 96 بهيكل ديناميكي هوائي ببابين، ومقاعد لأربعة ركاب، وفي البداية كان محركها ثنائي الأشواط بثلاث أسطوانات، ثم أصبح أربعة أشواط V4.0.

## تصميم الهيكل

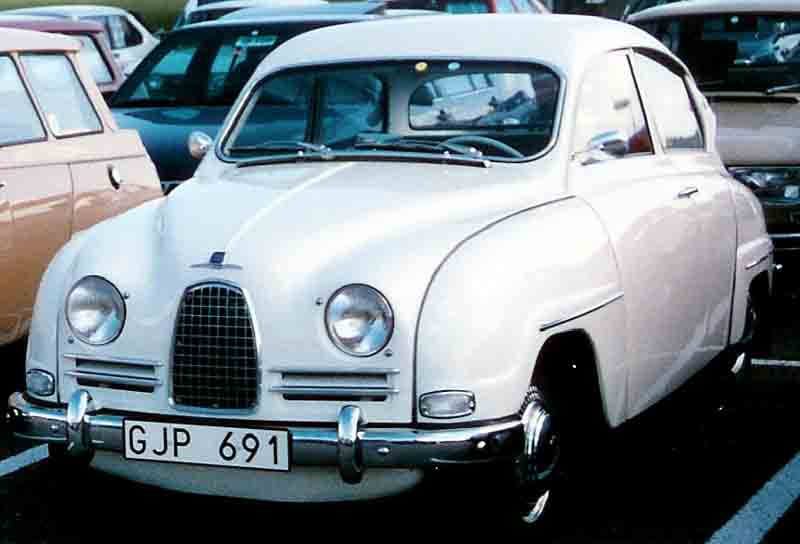
ساب 96 دي لوكس من طراز 1961

بالمقارنة مع سابقتها، ساب 93، يتميز الطراز 96 بمساحة تخزين أكبر ويمكن الوصول إليها بسهولة أكبر ونافذة خلفية أكبر. تم إطالة الواجهة الأمامية لطرازات 1965 استعدادًا لمحرك جديد، وتم وضع المبرد أمام المحرك بدلاً من وضعه فوقه أوخلفه. تم تكبير النوافذ الأمامية والخلفية قليلاً لطرازات عام 1968.

## المحرك

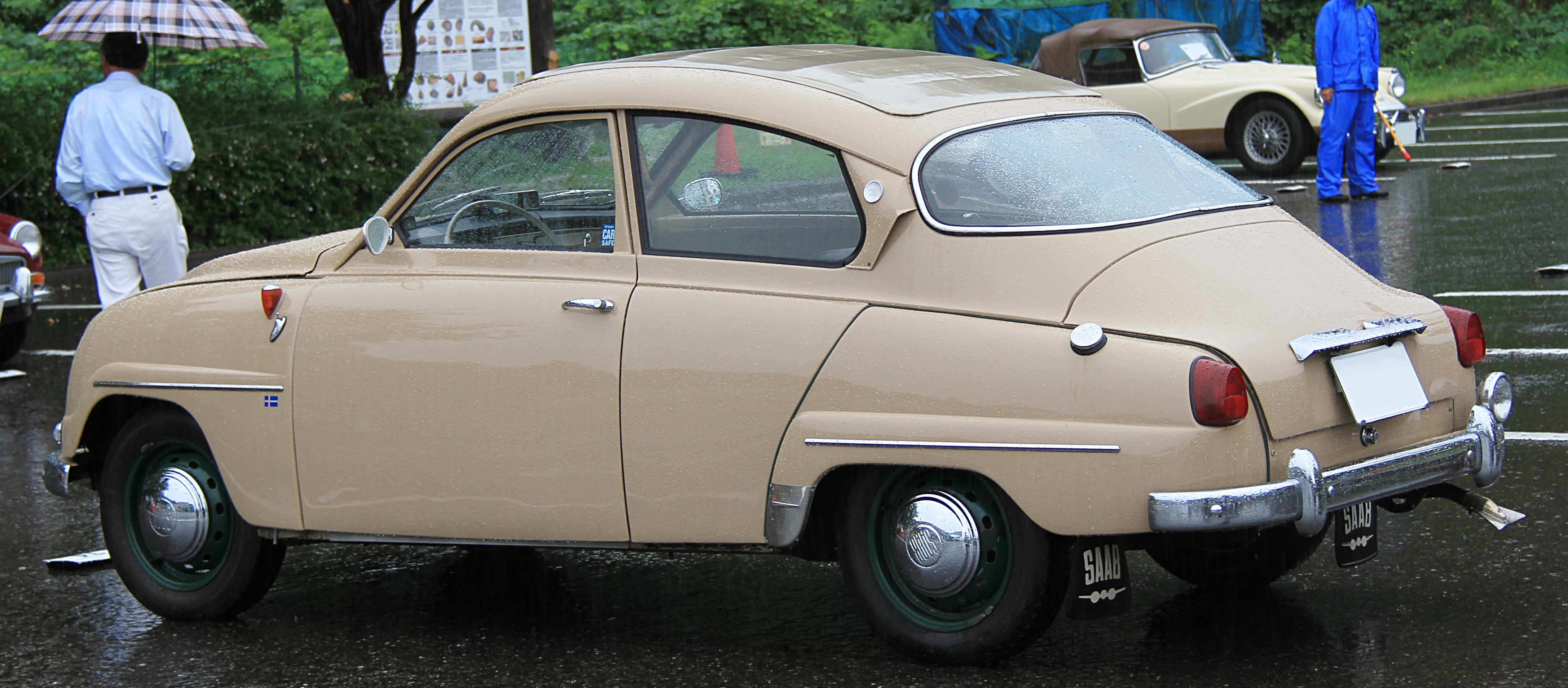
ساب 96 طراز 1961 من الخلف مع فتحة في السقف

كان لدى ساب 96 محرك مثبت طوليًا. كما تم تصميمه لأول مرة، كان محرك ساب ثلاثي الأشواط بسعة 841 سم مكعب وقوة 38 حصان (28 كيلو واط). بحلول عام 1965، تمت زيادته إلى 40 حصانًا (29 كيلو واط). تم استخدام إصدار اختياري بقوة 52 حصان (38 kW) للمحرك، مع مكربن ثلاثي وحقن الزيت، في طرازي سبورت ومونتي كارلو. تم الحصول على الطاقة الإضافية من رأس الأسطوانة المعدل وأثقال موازنة العمود المرفقي المملوءة مما يوفر نسبة انضغاطية إجمالية أعلى. بالنسبة لطرازات عام 1966، ظهر محرك ساب 96 القياسي 841 سم مكعب، باستخدام زيت مسبق الخلط، مع مكربن سولكس حيث تعامل المكربن المركزي مع وظائف التشغيل، وسرعة السكون، والسرعة المنخفضة، مما زاد الطاقة إلى 42 حصان (31 كيلو واط). تم استخدام نفس المكربن في طرازي مونت كارلو وسبورت. يقلل عمود الخانق المشترك من مشاكل تزامن المكربن.

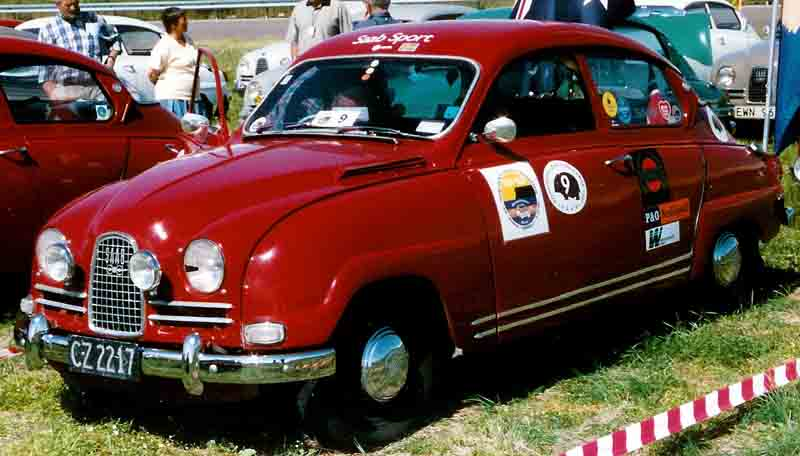
ساب سبورت. نسخة معدلة من ساب 96

في عام 1967، بدأت ساب في تسويق 96 V4 بمحرك فورد تانوس V4، وهو محرك رباعي الأشواط 1498 سم مكعب V4، تم تطويره في الأصل لسيارة فورد تانوس 15M لعام 1962. أطلق على مشروع ساب لتوليد محرك رباعي الأشواط اسم «عملية كاجسا». تم تقديم خيار الشوطين حتى عام 1968. تم اختبار المحركات رباعية الأشواط من قبل. بين عامي 1962 و 1964، اختبر كجيل كنوتسون وإنجفار أندرسون تحت قيادة رولف ميلدي ثلاثة محركات مختلفة: 45 PS لويد أرابيلا من 897 سم مكعب؛ محرك BMC A-Series 848-cc بقوة 33 حصانًا ومحرك لانسيا أبيا بقوة 1089 سم مكعب و 48 حصان. ومع ذلك، فإن وجهة نظر رولف ميلدي بأن ساب بحاجة إلى التحول إلى محرك رباعي الأشواط قد أوقفه الرئيس التنفيذي هولم. ثم ذهب ميلدي وراء ظهر هولم واتصل بمارك والنبرغ، نجل ماركوس والينبرغ وهو المساهم الرئيسي في ساب. نجح الانقلاب وبدأت الاختبارات. المحركات المختبرة كانت فولفو B18، فورد V4، تريومف 1300، محرك لانسيا V4، أوبل، فولكس فاجن وهيلمان إمب.

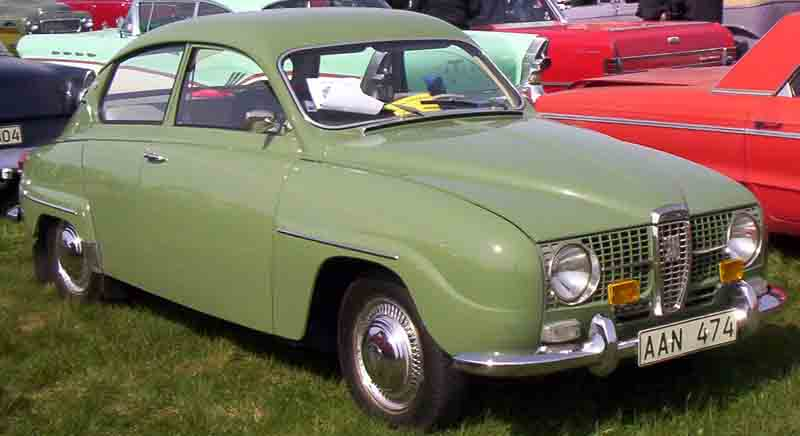
ساب 96 من طراز 1965 مع المقدمة الممتدة التي تستوعب المبرد الذي تم تحريكه إلى أمام المحرك

كان B18 هو الأكثر موثوقية، لكن فورد V4 قريبا أيضا وكان من السهل جدًا وضعه في حجرة محرك 96. تم إجراء الاختبار في سرية. أخذ بير جيلبراند إجازة وقال إنه سيدير محل دهانات والده. ولكنه في الواقع ذهب إلى ديسينزانو في شمال إيطاليا بنموذج أولي 96 V4 للاختبار. مع تبقي خمسة أشهر قبل الإنتاج كان سبعة أشخاص فقط يعرفون عن المحرك الجديد. للحفاظ على السرية استأجروا منزلًا غربي كريستينهامن. وللحفاظ على سرية مشتريات أجزاء معينة من V4، أنشؤا شركة Maskinverktyg AB. كان قسم المشتريات العادي في ساب غافلاً عما كان يحدث مما تسبب في وقوع تابع عندما ألغى رون ألبيرج طلبات الكابلات للمحرك ثنائي الشوط واتصل قسم المشتريات بالمورد وأخبرهم بحدة بالاحتفاظ بطرودهم. في الأسبوع الأخير من شهر يوليو، قبل العطلة الصيفية مباشرة، تم نشر معلومات حول المحرك الجديد لمزيد من الأشخاص وتم إبلاغهم أن الإنتاج الكامل سيبدأ في غضون أربعة أسابيع. للحفاظ على السرية، طُلب من 40 من الموظفين العاديين الحضور للعمل لإصلاح مشكلة في مكابح الأقراص. قبل التقديم الرسمي مباشرة، لاحظ أحد الصحفيين وجود شاحنة محملة بـ 96 مع ملصقات V4 على المصدات الأمامية.

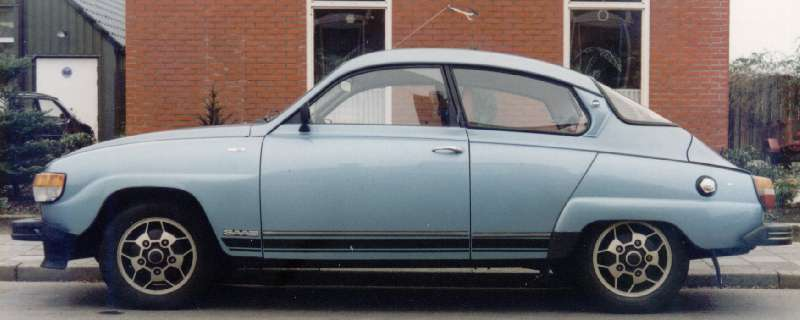
طراز 1979 ساب 96 V4 ، احتفالًا بمرور 25 عامًا على ساب في هولندا.

كانت المحركات العادية V4 التي تم إنتاجها بين عامي 1967 و 1976 لديها قوة 65 حصانًا (48 كيلو واط). السيارات التي أنتجت خلال السنة الأولى كان لها محركات عليها ختم «شركة فورد موتور». بالنسبة لطراز عام 1976 السويدي، تم تخفيض قوة السيارة المعروفة الآن باسم 96L إلى 62 PS بسبب لوائح الانبعاثات السويدية الجديدة. ومع ذلك، كان لدى طرازات 1977-1980 قوة 68 حصانًا (50 كيلو واط)، بسبب مكربن Solex 32TDID ذي المرحلتين. تمكن محرك V4 96 من التسارع من 0 إلى 100 كم / ساعة في 16 ثانية. في أغسطس 1975 تلقت السيارة مصدات جديدة لامتصاص الصدمات مماثلة لتلك الموجودة في 99 ولوحة سفلية معدلة تسمح بتحريك المقعد الخلفي بمقدار 5 سم (2.0 بوصة) للخلف. يسمى "1975B" في السويد حيث تم الاحتفاظ بالمحرك الأقل قوة للسيارات التي تم تسويقها بعد بداية العام الجديد، عندما دخلت معايير الانبعاثات الجديدة حيز التنفيذ.
في الولايات المتحد، أطلق على المحرك ثنائي الشوط اسم "Shrike" في عامي 1967 و 1968. تم تقليل سعة المحرك بشكل طفيف لعام 1968 إلى 795 سم مكعب، لتجنب لوائح الانبعاثات التي أعفت المحركات التي تقل عن 50 انش مكعب (819 سم مكعب). لدى محركات V4 المستخدمة في السيارات الأمريكية محرك ضغط عالي 1500 سم مكعب بقوة 73 حصان (54 كيلو واط). بالنسبة لعام 1971، تم تحويله إلى محرك ضغط منخفض 1700 سم مكعب، حتى لا تفقد الطاقة أثناء تلبية لوائح الانبعاثات الجديدة. انخفضت الطاقة المعلنة إلى 65 حصان (48 كيلو واط، 66 حصانًا) لعام 1972 حيث تم التخلي عن الأرقام الإجمالية لـ SAE لصالح التصنيفات الصافية المنخفضة. كان عام 1973 آخر عام يتوفر فيه الطراز 96/95 في الولايات المتحدة.

### مجموعة نقل القدرة
تميزت ساب 96 وشقيقها الستيشن واغن ساب 95، برافعات نقل مثبتة على العمود. كان صندوق التروس في الأصل يحتوي على ثلاثة تروس، الأول غير متزامن. في وقت لاحق، تم تقديم خيار رباعي السرعات، مع التزامن في الترس الأول، وتم التخلص التدريجي من السرعات الثلاث.
كانت الميزة غير المعتادة في نظام الدفع ساب هي "العجلة الحرة ''. سمحت لناقل الحركة بالعمل بشكل أسرع من المحرك، كما هو الحال عند التباطؤ أو النزول على تلة طويلة. على الرغم من أن هذه العجلات الحرة قد تم توفيرها في سيارات أخرى من قبل كتدبير اقتصادي، مثل بعض مركبات روفر بعد الحرب وكرايسلر ما قبل الحرب، إلا أنها كانت مطلوبة في ساب بسبب التشحيم المحدود في المحرك ثنائي الشوط. يتطلب المحرك ثنائي الأشواط المشحم بتزليق الخليط تزييتًا وفقًا لسرعته، ولكنه يوفر هذا التزييت وفقًا لمقدار فتحة الخانق. عندما يعمل المحرك عند عدد دورات مرتفع في الدقيقة وخانق منخفض (كما هو الحال عند الهبوط على تلة طويلة)، فقد يكون التزييت المقدم غير كافٍ. مع العجلة الحرة، يمكن للمحرك أن يقلل من سرعته إلى سرعة السكون، وبالتالي يتطلب فقط التشحيم القليل المتاح من الخانق المغلق. في بعض النماذج عالية الأداء وفي النماذج اللاحقة ثنائية الشوط، أتاح الحقن المباشر للزيت في المحرك من خزان منفصل أن يعتمد التزييت على سرعة دوران المحرك مما جعل خلط الزيت بالبنزين غير ضروري.

## تعليق المحرك
استخدم التعليق الأمامي موجه عرضي مزدوج ونوابض لولبية، بينما كان التعليق الخلفي عبارة عن محور U-Beam خلفي مع نوابض لولبية. تم استخدام ممتص صدمات تلسكوبية لجميع العجلات الأربع. حتى طراز عام 1967، كان لدى طرز مكابح جرنية في كل مكان. ابتداءً من عام 1967و مع قدوم محرك V4، تم تجهيز الطرازات بمكابح قرصية أمامية.

## ساب 96 في الرالي
كان قيادة ساب 96 الأكثر شهرة هي من قبل إريك كارلسون في العديد من الراليات الدولية. كانت أشهر نجاحاته المكز الأول في سباقات RAC لعام 1960 و 1961 و 1962 والمركز الأول في سباقات مونتي كارلو 1962 و 1963. كانت هذه الانتصارات المتتالية عالية المستوى هي التي وضعت ساب 96 «على الخريطة» وأثبتت سمعتها من حيث الموثوقية والمتانة. تنافس كارلسون أيضًا في رالي سفاري شرق إفريقيا. تم ربط أسماء جماعية شهيرة مثل سيمو لامبينن وبير إكلوند وبات موس كلارسون وتوم ترانا وستيغ بلومكفيست وكارل أورينيوس أيضًا بـساب 96.

### انتصارات WRC
| الرقم | الحدث                                 | الموسم | السائق         | السائق المساعد | السيارة   |
| ----- | ------------------------------------- | ------ | -------------- | -------------- | --------- |
| 1     | الرالي السويدي الدولي الرابع والعشرون | 1973   | ستيغ بلومكفيست | آرنه هيرتز     | ساب 96 V4 |
| 2     | الرالي السويدي الدولي السادس والعشرون | 1976   | بير إكلوند     | بورن سيدربيرج  | ساب 96 V4 |

## رقم قياسي في السرعة على الأرض
في 16 أغسطس 2011، سجلت سيارة ساب 96 التي يقودها أليكس لافورتشن رقمًا قياسيًا جديدًا في السرعة في Bonneville Salt Flats لسيارات إنتاج مع محركات 750 cc عند 110.113 ميلا في الساعة.

## أرقام الإنتاج
كان آخر تاريخ لإنتاج ساب 96 في 11 يناير 1980 (VIN 9680600281)، وآخر (VIN 96806002820) تم إنتاجه في 3 يناير 1980. تم بناء هذه السيارات بواسطة Valmet Automotive في أوسيكاوبونكي، فنلندا.
أتت ساب 99 بعد ساب 96 في عام 1967، وبعد ذلك اتى ساب 900 في عام 1978. تم صنع ما مجموعه 547221 سيارة. تم الاستيلاء على مكانه في مصنع أوسيكاوبونكي بواسطة Talbot Horizon ذات الحجم المماثل.

## طوابع بريدية
تتميز ساب 96 بالعديد من الطوابع البريدية. تظهر مونتي كارلو ساب 96 للرالي التي يقودها إريك كارلسون على طابع سويدي.

## روابط خارجية
- saabmuseum.com